# Marinestützpunkt Bremerhaven
Der Marinestützpunkt Bremerhaven war ein Stützpunkt deutscher Seestreitkräfte in der Stadt Bremerhaven.

## Geschichte bis 1956

### Reichsflotte

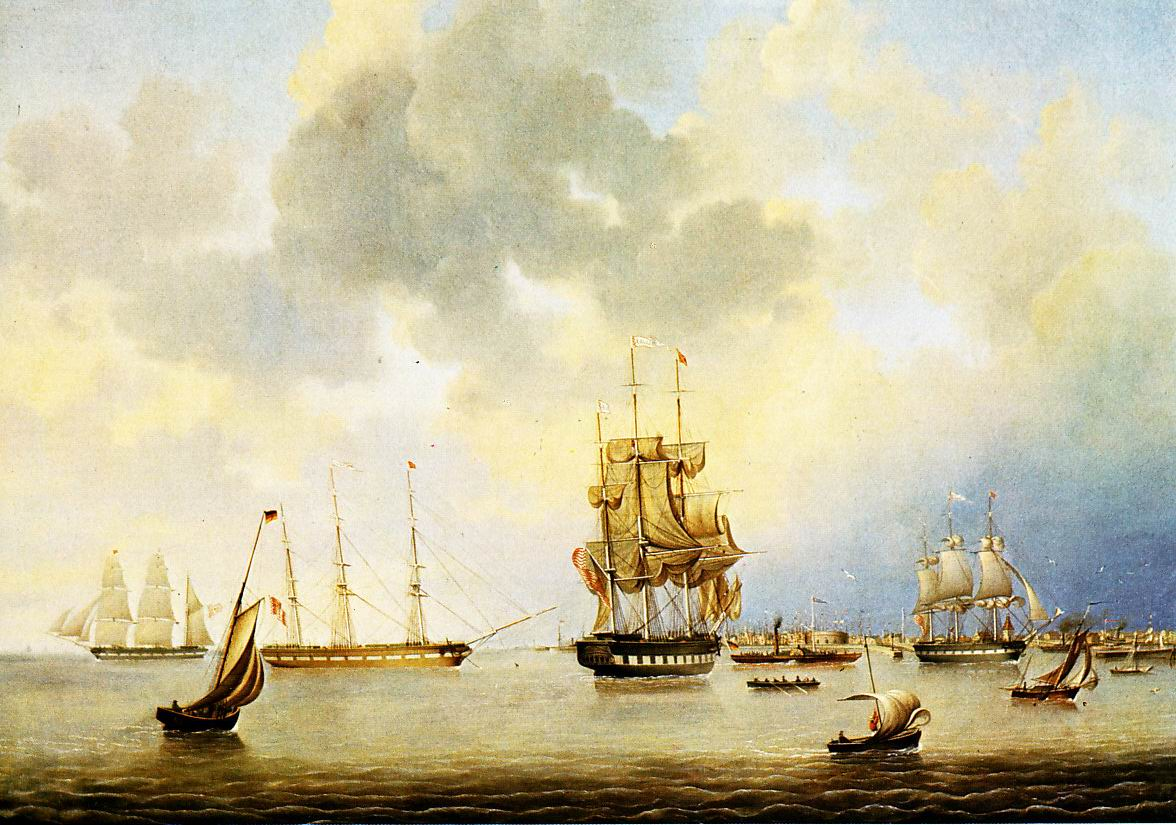
Schiffe der Reichsflotte auf der Reede von Bremerhaven (1848)

Nach der Deutschen Revolution 1848/1849 beschloss die Frankfurter Nationalversammlung den Aufbau einer deutschen Marine. Der Hauptstützpunkt dieser Reichsflotte wurde in Bremerhaven eingerichtet. Diese so genannte Seezeugmeisterei war für die Bauverwaltung, die Arsenal- und Magazinverwaltung, das Sanitätswesen, das Marinebildungswesen und den nicht an Bord befindlichen Teil des Marinekorps zuständig. Sie bestand bis zur Auflösung der Flotte im Jahre 1853.

### Kaiserliche Marine
Vor dem Ersten Weltkrieg errichtete die Kaiserliche Marine in Bremerhaven eine Kommandantur, die für die Sicherung des regionalen Küstenraums verantwortlich war. Sie bestand bis zur Novemberrevolution.

### Nachkriegszeit bis 1951
Nach Kriegsende dienten die Stützpunktanlagen in Bremerhaven für verschiedene marinetypische Aufgaben. Der aus Resten der Kriegsmarine bestehende Deutsche Minenräumdienst nutzte den Stützpunkt bis 1947 ebenso wie eine Marinedienstgruppe der United States Navy, deren Aufgabe die Abwicklung der den USA zugefallenen Schiffsbestände der Kriegsmarine war. Nach Abschluss dieser Aufgabe wurde die Dienstgruppe mit dem Hafenbetrieb und der Seenotrettung im Bereich der U.S.-Basis Bremerhaven beauftragt und unterhielt dafür eine Schleppergruppe. Sie bestand aus vier Fahrzeugen mit etwa 150 deutschen Besatzungsangehörigen.

### US Naval Advanced Base (NAB) Bremerhaven und Labor Service Unit (B)
Nach dem Beginn des Koreakriegs entschloss sich die U.S. Navy, in Deutschland eigene Sicherungskräfte mit deutschem Personal aufzubauen. Sie gründete am 1. Juli 1951 die US Naval Advanced Base (NAB) Bremerhaven. Ihr unterstanden die neben dem Stützpunkt diverse Schuleinrichtungen und die Labor Service Unit (B) (LSU (B)), in der eine größere Zahl kleinerer Fahrzeuge zusammengefasst wurde. Bis zum Sommer 1952 wuchs die LSU (B) auf folgenden Bestand auf:
- 1 Flottille Minensuchboote (5 M-Boote Typ 40, 1 Boot Typ 43)
- 2 Flottillen Minenräumboote (R-Boote) – 21 mit Voith-Schneider-Antrieb, 5 mit Schraubenantrieb
- 2 Tender (ehemalige Hochseeschlepper)
- 2 Schlepper
- 3 Schnellboote
- 1 U-Jagd-Boot
- 3 Flugsicherungsschiffe
- 1 Tanker
- 1 Flugzeugbergungsprahm
- 1 Wohnschiff

Neben dem Aufbau dieser Kräfte verfolgten die USA das Ziel, einen Grundstock für neue westdeutsche Seestreitkräfte zu legen.

## Bundesmarine

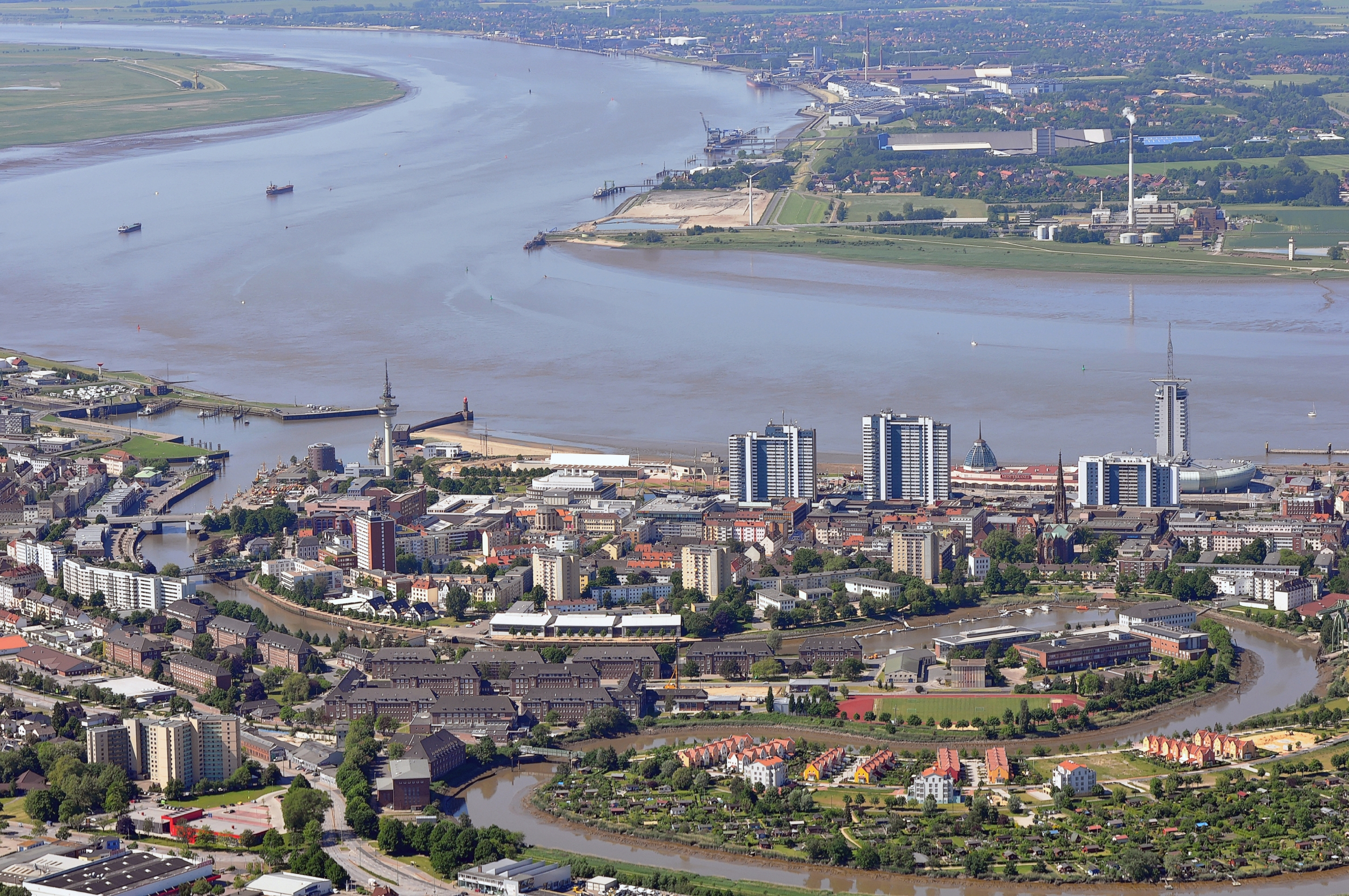
Marineschule in der Geesteschleife

### Erste Dienstperiode 1956 bis 1967
Bei der Aufstellung der Bundesmarine im Jahr 1956 wurden weite Teile der LSU (B) übernommen. Der Stützpunkt Bremerhaven, der wegen der Folgenutzung nach Kriegsende weitgehend intakt geblieben war, bildete eine wichtige Basis beim Aufbau der Seestreitkräfte im Bereich der Nordsee. So konnte am 16. April 1956 das Marinestützpunktkommando Bremerhaven als erstes Marinestützpunktkommando der Bundesmarine aufgestellt und dem Marineabschnittskommando Nordsee truppendienstlich unterstellt werden.
Zu den ersten Aufgaben des Stützpunkts gehörte die Aufstellung weiterer Marineeinrichtungen. So wurden in Bremerhaven 1956 aus den Beständen der LSU (B) zwei Minensuchgeschwader aufgestellt, bevor sie in ihre neuen Stationierungsstützpunkte verlegten. Außerdem wurde das Kommando am 8. Mai 1956 beauftragt, die Schulstämme für eine Anzahl von Marineschulen zu bilden. Dazu gehörten die Marineartillerieschule, die Marineunterwasserwaffenschule, die Technische Marineschule, die Marineortungsschule und die Marinefernmeldeschule. Diese Schulen wechselten nach ihrer Aufstellung unter das Kommando der Marineausbildung.
Als Liegeplätze dienten die von der Kriegsmarine angelegten Kajenplätze im Kaiserhafen I. Dem Marinestützpunkt oblag die Versorgung aller zum Stützpunktbereich gehörenden Kommandos und Einrichtungen und aller den Stützpunkt anlaufenden schwimmenden Einheiten. Für die Werftlieger im Bereich Vegesack wurde 1957 die Außenstelle Vegesack (ab 1965 Außenstelle Lesum) eingerichtet.
Am 1. Juli 1964 wurde das Marinestützpunktkommando Bremerhaven in eine Außenstelle des Stützpunkts Cuxhaven umgewandelt mit folgenden Aufgaben:
- materielle Versorgung nur für die in Bremerhaven stationierten Einheiten, Schulen, Schiffe/Boote,
- materielle Erhaltung, leichte Feldinstandsetzung (Stufe 3) für die in Bremerhaven stationierten Schiffe/Boote,
- Führung der zivilen Kraftfahrbereitschaft,
- Inbetriebhaltung des Petrol-Oil-Lubricants-Lagers (POL; Kraft- und Schmierstoffe),
- Wartung der Geräteeinheiten Krankentransportschiffe,
- eingeschränkte Tätigkeit des Hafenkapitäns (Hafenbelegungsmeldungen, Zuweisung und Betreuung von Liegeplätzen, Führung und Betreuung der Hafenbetriebsfahrzeuge).[7]

Am 1. Oktober 1967 wurde die Außenstelle Bremerhaven und damit der Marinestützpunkt aufgelöst.

### Zweite Dienstperiode 1986 bis 1993
Am 1. Oktober 1986 wurde das Marinestützpunktkommando Bremerhaven neu aufgestellt. Ihm unterstanden der Marinestützpunkt Cuxhaven und die Marinestützpunktkompanien in Hamburg und Bremen. Er war für Versorgung von Landeinheiten der Marine und deutschen und ausländischen Schiffe und Boote zwischen Elbe und Weser zuständig. Dafür verfügte er unter anderem über ein Tanklager und eine Pieranlage. Mit Wirkung vom 31. März 1993 wurde das Kommando wieder aufgelöst. Die Hafenanlagen gingen in zivile Nutzung über.

### Unterstützte Verbände und Einheiten
Im Stützpunkt und im Standortbereich Bremerhaven waren nur kurzzeitig schwimmende Marineverbände stationiert, die hier 1956 aufgestellt wurden. Dauerhaft bestand eine Anzahl von Landeinheiten, die durch den Stützpunkt unterstützt wurden, aber nicht dem Marinestützpunktkommando unterstanden. Dazu gehörten:

#### Stäbe
- Marineschifffahrtsleitstelle Bremerhaven (seit 1971)[10]

#### Schwimmende Verbände und Einheiten
- 2. Hochseeminensuchgeschwader (kurzzeitig 1956)
- 3. Schnelles Minensuchgeschwader (kurzzeitig 1956)
- Schulfregatte Scheer (1959–1967)

#### Landtruppenteile und Schulen
- Marineortungsversuchsstelle (1956–1968)[11]
- Marineortungsschule (seit 1956, 1997 umgegliedert in Marineoperationsschule)
- Technische Marineschule II (1956–1982)[8]
- Marinesanitätsstaffel Bremerhaven (1966–1997)[12]